# Afrin

Kantonen Afrin

Afrin är en stad i distrikt Afrin i norra Syrien. År 2005 bodde enligt folkräkningen 172.095 personer i distriktet Afrin varav ca 36.500 i huvudorten Afrin. 

## Historik

### Syriska inbördeskriget
Afrin Canton deklarerade sig som en de facto autonom region den 29 januari 2014,